# 사샤 오그네노브스키
사샤 오그네노브스키(영어: Saša Ognenovski, 마케도니아어: Саша Огненовски, 1979년 4월 3일 ~ )는 오스트레일리아의 전 축구 선수로, 포지션은 센터백이었다. K리그에서 뛸 당시의 등록명은 사샤였다.

## 클럽 경력
1997년 프레스턴 라이언스에서 데뷔하여 그리스의 파나차이키 GC에서 1년간 활약한 것을 제외하면 계속 오스트레일리아에서 선수 생활을 해왔다. 그는 2006년 퀸즐랜드 로어로 이적하면서 A리그 무대에 첫 발을 내딛게 되고 그 후 애들레이드 유나이티드로 이적하면서 팀의 2008 AFC 챔피언스리그 결승 진출에 공헌하였다.
그는 2009년 성남 일화 천마로 이적하여 2009 K리그에서 준우승을 거두고 AFC 챔피언스리그 진출권을 따내는데 중추적인 역할을 하였다.
그는 2010년 여름 주장이던 장학영이 군입대로 팀을 떠나게 되자 주장 완장을 넘겨받게 되었고 K리그에서는 최초로 대한민국 국적이 아닌 선수가 팀의 주장을 맡는 영예를 안게 된다. 주장직을 수행하기 시작한 첫 해 2010년 AFC 챔피언스리그 결승전에서 선제골을 기록하는 등 팀의 AFC 챔피언스리그 우승에 크게 기여하여 대회 MVP에 선정되었다. 또한 성남에서의 활약으로 2010년 11월 17일에 열린 이집트와의 친선 경기를 앞두고 오스트레일리아 대표팀 선수로 처음 출전했으며 같은 해에 아시아 축구 연맹이 선정한 아시아 올해의 축구 선수로 선정되는 영예까지 안았다.
2011 시즌을 앞두고 팀의 재정난으로 핵심 전력이었던 정성룡, 조병국 등이 이적해 팀 전력이 약해진 상황에서 사샤 자신도 새로운 도전을 원하여 이적을 결심하고 여름 이적 시장에 FC 서울로 이적을 추진하였다. 주장이었던 그가 갑작스레 팀을 떠나려고 하자 구단 관계자들은 사샤를 질타하기도 하였다. 그러나 7월 26일, 결국 서울과의 협상이 결렬되었다.
이후 주장으로서 성남의 FA컵 우승을 이끌며 다시금 성남 구단과 팬들의 신뢰를 얻었다. 2012 시즌 초반 리그와 2012 ACL 모두를 소화하며 준수한 활약을 펼쳤으나 가족이 한국 생활에 적응을 잘 하지 못하여 이적을 모색하였고 6월 30일 강원 FC와의 리그 경기를 마지막으로 팀을 떠났다.

## 국가대표팀 경력
마케도니아와 오스트레일리아 이중 국적을 가진 사샤는 당초 오스트레일리아 국가대표 자격을 선택하였으나 감독이 소집 의사를 밝혔음에도 부름을 받지 못하자 크게 실망하고 마케도니아 국가대표 자격을 선택했다. 이 때문에 그는 2009년 2월 마케도니아 축구 국가대표팀에 소집되었으나 그가 오스트레일리아 국적을 선택한 것과 관련된 국가대표팀 자격에 대한 논란이 일면서 경기에 출장하지 못하였다. 2010년 11월 17일 이집트와의 A매치경기를 앞둔 오스트레일리아 대표팀의 소집 명단에 포함되었다.
그는 2011년 AFC 아시안컵에서 오스트레일리아 축구 국가대표팀 멤버로 발탁되었으며 우즈베키스탄과의 준결승전 경기에서 자신의 A매치 첫 골을 기록했다.

## 수상 내역

### 국가대표팀
- 2011년 AFC 아시안컵 준우승

### 클럽
애들레이드 유나이티드 FC
- AFC 챔피언스리그 2008 준우승
- 2008-09 A-리그 그랜드파이널 준우승

 성남 일화 천마
- 2009년 K리그 준우승
- AFC 챔피언스리그 2010 우승
- 2010년 FIFA 클럽 월드컵 4위
- 2011년 FA컵 우승

### 개인
- 2010년 AFC 챔피언스리그 최우수 선수
- 2010년 AFC 올해의 축구 선수
- 2010년 K리그 베스트 11